# ヴァルマッカ
ヴァルマッカ（伊: Valmacca）は、イタリア共和国ピエモンテ州アレッサンドリア県にある、人口約1,000人の基礎自治体（コムーネ）。

## 地理

### 位置・広がり
| 隣接するコムーネは以下の通り。括弧内のPVはパヴィーア県所属を示す。 - ボッツォレ - ブレーメ (PV) - フラッシネート・ポー - ポマーロ・モンフェッラート - サルティラーナ・ロメッリーナ (PV) - ティチネート |

### 地震分類
イタリアの地震リスク階級 (it) では、4 に分類される
。